# Carla Thomas

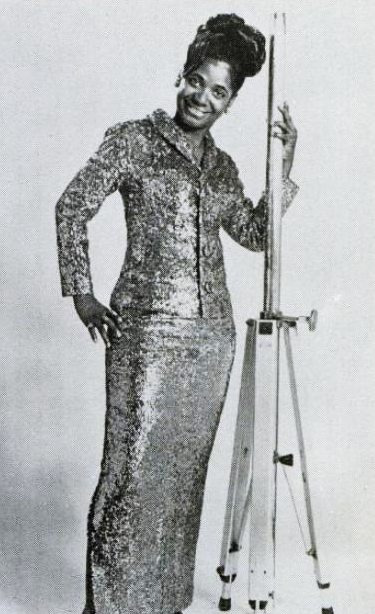
Carla Thomas, 1966.

Carla Thomas, född 21 december 1942 i Memphis, Tennessee, är en amerikansk soulsångare. Hon var en av de viktigaste sångarna inom den så kallade Memphissoulen, hon kallas "the Queen of Memphis soul". Hon är dotter till R&B-sångaren Rufus Thomas.
Thomas slog igenom 1961 med låten "Gee Witz (Look in His Eyes)" som nådde tiondeplatsen på Billboard Hot 100-listan. Låten gjorde även visst avtryck i Sverige och låg på Radio Nords Topp 20-lista i april samma år. Hon hade sedan under resten av 1960-talet många adekvata pophits. Bättre gick det på Billboards R&B-lista. "I'll Bring It on Home to You", "Let Me Be Good to You", "B-A-B-Y", och "I Like What You're Doing to Me" var några av hennes större hits. Hon spelade in ett duettalbum tillsammans med Otis Redding kallat King & Queen. Från detta album blev "Tramp" och "Knock on Wood" framgångsrika singlar. 1971 släpptes hennes sista album för Stax Records och hon höll sedan en lägre profil. På 2000-talet har hon släppt två liveinspelade album.

## Diskografi
- 1961 – Gee Whiz
- 1966 – Carla
- 1966 – Comfort Me
- 1967 – King & Queen (med Otis Redding)
- 1967 – The Queen Alone
- 1969 – Memphis Queen
- 1971 – Love Means Carla Thomas
- 1994 – Carla Thomas
- 2002 – Live in Memphis
- 2007 – Live at the Bohemian Caverns